# Mesjid Baro (Samatiga)
Mesjid Baro is een bestuurslaag in het regentschap Aceh Barat van de provincie Atjeh, Indonesië. Mesjid Baro telt 461 inwoners (volkstelling 2010).